# Plain People
Plain People sind christliche Gruppen, die sich durch Trennung von der Welt und Leben auszeichnen. Sie streben eine einfaches Leben an, einschließlich einfacher Kleidung, die das Geschlecht des Trägers oder der Trägerin eindeutig identifiziert. Viele Plain People haben einen täuferischen Hintergrund. Diese Konfessionen sind größtenteils deutscher, schweizerdeutscher, niederländischer oder anderer europäischer Abstammung.

## Herkunft

### Täufer
Die mennonitische Bewegung war eine Reformbewegung täuferischen Ursprungs, die von Schweizer Brüdern begonnen wurde und bald darauf auf der Grundlage der Lehren von Menno Simons (1496–1561) und des Dordrecht-Glaubensbekenntnisses von 1632 einen größeren Zusammenhalt fand. Die Amish-Bewegung war eine Reformbewegung innerhalb der mennonitischen Bewegung, basierend auf den Lehren von Jacob Ammann, der einen Mangel an Disziplin innerhalb der mennonitischen Bewegung durch diejenigen wahrnahm, die versuchten, Verfolgung zu vermeiden. Ammann argumentierte, dass Römer 12,2  dies untersage.

### Quäker
William Penn, der als Quäker religiöse Verfolgung erlebt hatte, bot anderen, die unter religiöser Verfolgung litten, Asyl an, ein Angebot, das viele Anhänger von Jacob Ammann annahmen, beginnend mit den Familien Detweiler und Sieber, die sich 1736 in Berks County, Pennsylvania, niederließen. Viele von ihnen ließen sich in der Nähe von Lancaster, Pennsylvania, nieder, wo sich einige der produktivsten nicht bewässerten Felder der Welt befanden. Bis 1770 hatte die Amish-Migration weitgehend aufgehört.

## Schlichte Kleidung
Bemerkenswerte Plain People in der Tradition der Täufer sind Amish alter Ordnung, Amish neuer Ordnung, Kauffman-Amish-Mennoniten, Beachy-Amish-Mennoniten, Para-Amish (Gläubige an Christus, Vernon-Gemeinschaft, christliche Gemeinde Caneyville), Mennoniten alter Ordnung, konservative Mennoniten, konservative mennonitische Konferenz, Reformierte Mennoniten, orthodoxe Mennoniten, Mennoniten der alten Kolonie, Holdenn-Mennoniten, Hutterer, Bruderhof, altdeutsche Baptistenbrüder, alte Brüder und Flussbrüder alter Ordnung. Die Cooperites (Gloriavale Christian Community) tragen ebenfalls eine schlichte Kleidung.
Eine kleine Anzahl von Quäkern praktiziert immer noch schlichte Kleidung als Teil ihres Zeugnisses der Einfachheit. Die Shaker kleideten sich auch schlicht, aber heute sind fast keine Shaker mehr übrig. Viele apostolische Lutheraner tragen auch schlichte Kleidung. Historisch gesehen trugen Mitglieder der Mährischen Kirche schlichte Kleidung.
Frühe Methodisten trugen schlichte Kleidung, und Geistliche verurteilten hohe Kopfbedeckungen, Rüschen, Schnürsenkel, Gold und teure Kleidung im Allgemeinen. In seiner Predigt über das Kleid drückte John Wesley, der Gründer der methodistischen Bewegung, seinen Wunsch aus, dass Methodisten in der von Quäkern praktizierten Weise Zivilkleidung tragen: „Lassen Sie mich vor meinem Tod eine methodistische Gemeinde sehen, die so schlicht gekleidet ist wie eine Quäkergemeinde.“
Traditionelle Adventisten und mormonische Fundamentalisten tragen ebenfalls schlichte Kleidung.

## Bräuche
Zu den Bräuchen der Plain People gehören:
- schlichte Kleidung, normalerweise in festen, normalerweise dunklen Farben.
- einfache Kirchengebäude oder überhaupt keine Kirchengebäude.
- eine zweckorientierte (utilitaristische) Sicht der Technologie, ähnlich dem Vorsorgeprinzip der Technologie, dass Unbekanntes vermieden werden sollte, aber der Schwerpunkt lag auf den Ergebnissen in den Augen Gottes. Wenn sie sich nicht sicher wären, wie Gott eine Technologie betrachten würde, würden die Führer der Kirche entscheiden, ob sie vermieden werden sollte oder nicht.  Das Ausmaß, in dem dieses Prinzip unterstützt wurde, war in den Gemeinden unterschiedlich, aber im Allgemeinen glaubten die Amish, dass die Mennoniten nicht genug getan hatten, um sich vom Rest der Welt zu trennen.

## Religiöse Praktiken
Anabaptistische Plain-Gruppen haben normalerweise einen Bischof, der eine Gemeinde (Amish) oder einen Bezirk (Gruppe von Gemeinden) (Mennoniten alter Ordnung) leitet. Mennoniten treffen sich meistens in Kirchengebäuden, aber die meisten Amish treffen sich in den Häusern der Mitglieder. Gottesdienste unter Amish- und Plain-Mennoniten finden hauptsächlich in Pennsylvania-Deutsch statt, einer Sprache, die eng mit dem pfälzischen Deutsch verwandt ist, mit zusätzlichem Wortschatz. Bischöfe werden gewöhnlich per Los ausgewählt, um Gottes Willen widerzuspiegeln. Obwohl der Bischof eher einflussreich ist, regiert er eher durch Konsensbildung als durch Erlass von Edikten.
Die meisten Täufer-Plain-Gruppen haben eine Ordnung, die unter anderem die Kleidung regelt. Die Ordnung ist ein weitgehend ungeschriebener Verhaltenskodex, der Gegenstände wie Kleidung, Fahrzeuge und den Einsatz von Technologie abdeckt. Die Ordnung variiert geringfügig von Gemeinde zu Gemeinde, ist jedoch im Wesentlichen dieselbe. Verstöße gelten nicht als Sünden, obwohl Stolz, Selbstsucht und Willkür als schwerwiegende Verletzung des Glaubens angesehen werden. Die Gemeinde kann die Ordnung ändern, wenn es eine Mehrheit gibt, die dies wünscht. Ausnahmen von der Ordnung können gewährt werden. In einem Fall erhielt ein Landwirt die Erlaubnis, einen modernen Traktor zu kaufen, da er Arthritis hatte und keine Kinder, die ihm beim Anspannen von Pferden helfen konnten. In anderen sehr heißen, trockenen Gebieten wie dem Südwesten wurden Vorkehrungen für mechanisches Pflügen und Ernten getroffen, weil dort Pferde möglicherweise nicht den ganzen Tag auf dem Feld hart arbeiten können.

## Trends
Die Amish der alten Ordnung gehören zu den am schnellsten wachsenden Bevölkerungsgruppen der Welt. Sie haben niedrige Kindersterblichkeitsraten. Die durchschnittliche Amish-Frau kann mit mindestens sieben Lebendgeburten rechnen. 
Trotzdem wird von den Pennsylvania Dutch, zu denen Amish, Old Order Mennonite und Conservative Mennonites gehören, erwartet, dass einige einen geringeren Prozentsatz der Bevölkerung ausmachen, da die Sekten auf hohe Preise für Ackerland reagieren, indem sie sich über die gesamten Vereinigten Staaten und international ausbreiten. Die „englische“ Bevölkerung (das Amish-Exonym für Nicht-Amish-Personen unabhängig von ihrer Abstammung) breitet sich von Philadelphia in vorstädtische und ländliche Gebiete aus. Viele Amish und einfache Mennoniten der letzten 30 Jahre haben sich nicht landwirtschaftlichen Tätigkeiten zugewandt, wie z. B. Bauarbeiten, Holzarbeiten, Geschirrherstellung, Ladenbau, Auktionatorendienste und anderes Handwerk. Donald Kraybill glaubt, dass es in 47 Bundesstaaten einfache Kirchengemeinden gibt.
Unter Menschen, die im Jahr 2000 mindestens fünf Jahre alt waren und in Lancaster County lebten,
- 89% sprachen zu Hause Englisch;
- 7% sprachen Pennsylvania Dutch;
- 4% sprachen Spanisch.

Die meisten, aber nicht alle Kirchen in der Täufer-Ebene nehmen keine Kinder in ihre Kirchenmitgliedschaft auf, was eine Taufe erst in den Teenagerjahren erfordert, und verhängen daher keine Sanktionen gegen diejenigen, die nicht beitreten, sondern meiden diejenigen, die von der Kirche abfallen, sobald sie Mitglied werden. Unter einigen Gruppen von Amish der alten Ordnung sind Teenager, die noch nicht getauft sind, nicht an die Regeln gebunden und durchlaufen eine Zeitspanne, die intern als „Rumspringa“ bezeichnet wird, oft mit einem gewissen Maß an Fehlverhalten, das sonst nicht toleriert würde.

## Gesundheit
Aufgrund ihrer historischen Tendenz, sich in ihrem Leben weniger zu bewegen, einer hohen Geburtenrate, einer hohen Anzahl von Doppelcousins im Vergleich zur allgemeinen Öffentlichkeit und einer geringeren Anzahl möglicher Ehepartner, hat dies historisch zu Ehen von 3., 4., 5. und anderen Cousins geführt, die Vorfahren teilen. Ähnlich wie bei europäischen Königen hat dieser enge Grad an Blutsverwandtschaft dazu geführt, dass bestimmte genetische Probleme bei den Amish häufiger auftreten. Dr. D. Holmes Morton hat die Klinik für besondere Kinder eingerichtet, um Familien mit diesen Problemen zu untersuchen und zu behandeln.
Viele der einfachen Kirchen verbieten Versicherungen und folgen stattdessen einem System der gegenseitigen Hilfe, um sich gegenseitig bei Krankheit, Unfall, Tod oder Sachschaden gemeinnützig zu unterstützen. Mit dem Internal Revenue Service Form 4029 kann unter bestimmten restriktiven Bedingungen eine Befreiung von den Sozialversicherungssteuern beantragt werden, und Mitglieder der Plain-Gruppen, die diese Steuern nicht zahlen, erhalten auch keine Todesfall-, Invaliditäts- oder Altersversorgungsleistungen aus der Sozialversicherung.